# Фаедо (Тренто)
Фаедо (итал. Faedo) је насеље у Италији у округу Тренто, региону Трентино-Јужни Тирол.
Према процени из 2011. у насељу је живело 216 становника. Насеље се налази на надморској висини од 600 м.

## Становништво
Према резултатима пописа становништва 2011. у општини је живело 610 становника.
| 1931. | 1936. | 1951. | 1961. | 1971. | 1981. | 1991. | 2001. | 2011. |
| ----- | ----- | ----- | ----- | ----- | ----- | ----- | ----- | ----- |
| 715   | 651   | 632   | 560   | 464   | 443   | 538   | 554   | 610   |